# Rózsa Csilla (golfozó)
Rózsa Csilla (Budapest, 1997. január 14. –) magyar golfozó.
A World Junior Golf Series világranglistájának vezetője 2012-2013-ban. Háromszoros Felnőtt Magyar bajnok, háromszoros Junior és Junior Nyílt bajnok és kétszeres Felnőtt Nyílt Magyar bajnok. A legfontosabb hazai versenyeken aratott győzelme mellett számos nemzetközi kupát és előkelő helyet tudhat magáénak. 2013-ban vett részt első nemzetközi profi versenyén, ahol a legjobb amatőr játékos címét szerezte meg. Az Egyesült Államokban is több versenyt nyert.

## Eredmények
2014
- ANNIKA Invitational 39. hely
- FCWT at Mission In El Campeon 1. hely
- FCWT at Harmony Golf Preserve 2. hely
- FCWT at Saddlebrokk Resort Golf 3. hely
- FCWT at Stonegate Golf Club 2. hely
- Európai Olimpiai Reménységek Versenye lány csapat 2. hely
- LET Access Series, Association Suisse de Golf Ladies Open cut, 45. hely
- LET Access Series, Kristianstad Áhus Ladies PGA Open 52. hely
- LET Access Series, Sölvesborg Ladies Open 48. hely
- LET Access Series, Open Generali de Dinard Ladies Open
- Orosz Amatőr Nyílt Bajnokság 2. hely
- Magyar Amatőr Bajnokság 1. hely
- European Girls Team Championship 19. hely
- International European Ladies’ Championship 9. hely
- RB German Junior 1. hely
- Magyar Junior Nyílt Bajnokság 1. hely
- Magyar Amatőr Nyílt Bajnokság 1. hely
- Duke of York Young Champions Trophy 43. hely
- FCWT at TPC Tampa Bay 1. hely
- 2015 Lalla Aicha Tour School Pre-Qualifying A 5. hely

2013
- Kenako South African World Juniors a WJGS Event 5. helyezés
- FRENCH INTERNATIONAL LADY JUNIORS' AMATEUR CHAMPIONSHIP, Claude Roger CARTIER Trophy 1/4 Final
- UNIQA-GreenMasters Ranglista Verseny 1. hely
- Magyar Kupa Bruttó I. hely
- Német Lány Bajnokság 46. hely
- Brit Női Amatőr Bajnokság
- Vagliano Trophy - győzelem az Európa válogatott tagjaként
- TOYA Polish Junior - 2. hely
- European Young Masters 4. hely
- RB German Junior 1. hely
- Junior Nyílt Magyar Bajnokság 1. hely
- International Match Play Trophy - 1. hely
- Felnőtt Nyílt Magyar Bajnokság - 1. hely
- Duke of York Young Champion Trophy
- Magyar Bajnokság 1. hely
- Azories Ladies Open (élete első profi versenye) - cutba jutás, valamint a legjobb amatőr játékos
- FCWT at Mystic Dunes Resort & Golf Club 1. hely
- FCWT at Champions Gate 54 hole event 1. hely
- FCWT at Mark Bostick Golf University of Florida 1. hely
- FCWT at Eagle Creek Golf Club 2. hely

2012
- Felnőtt Magyar Bajnok
- TOYA Polish Junior nyolcadik helyezés
- Junior Magyar Bajnok
- Junior Nyílt Magyar Bajnok
- European Young Masters hetedik helyezés
- Harder German Junior Masters harmadik helyezés
- International Matchplay Trophy harmadik helyezés
- Nyílt Magyar Bajnokság harmadik helyezés
- The Duke of York Young Champions Trophy lány 7. helyezett
- WJGS legjobb lány játékosa (2012)
- WJGS No. 1 ranked in the world (2012. szeptember - )
- American Junior a WJGS Event 2. helyezett
- French International Ladies Championship – Rothschild Trophy 18. hely
- Év Junior Golfozója 2012.
- Év Golferedménye 2012.
- SportKlub Év Sportembere-Díja "A legnagyobb tehetség" kategória

## Elismerések, díjak
2020
- Az év magyar golfozója[4]

2014
- Az év magyar golfozója
- Az Év Golfozója: Junior Lány Kategória
- Európai Olimpiai Reménységek Versenye – a torna legeredményesebb lány játékosa díj
- FCWT Girls 15-19 division, East Region Player of the Year díj
- Forbes Magazin; 30 sikeres magyar 30 alatt
- Az Év Golferedménye: European Olympic Hopes Trophy lány csapat II. hely

2013
- MOB Nők a Sportban 2012 "Junior" díj
- Best of Golf Awards "Az év golferedménye 2012" díj
- Azories Ladies Open (profi verseny) - Legjobb Amatőr díj
- WJGS No. 1 ranked in the world (2012. szeptember - )
- "Év Golfozója 2013" Junior kategória
- "Év Golferedménye 2013"